# Міядоно-Мару
Міядоно-Мару (Miyadono Maru) — транспортне судно, яке під час Другої світової війни брало участь у операціях японських збройних сил на Філіппінах, в архіпелазі Бісмарка та на Соломонових островах.

## Передвоєнна історія
Судно спорудили як SS War Kestrel 1918 року на верфі Craig, Taylor & Co в Стоктон-он-Тісі для The Shipping Controller. Після закінчення Першої світової війни його невдовзі продали компанії Donaldson Line, яка використовувала судно під назвою SS Argalia.
У 1927-му новим власником стала японська компанія Tatsuuma Kisen, яка перейменувала судно в Міядоно-Мару.
21 вересня 1941 судно реквізували для потреб Імперської армії Японії та призначили для перевезення військ.

## Операції у Південно-Східній Азії
18 грудня 1941-го Міядоно-Мару та ще 27 суден вийшли з Мако (важлива база японського ВМФ на Пескадорських островах у південній частині Тайванської протоки) та попрямували до затоки Лінгаєн на острові Лусон. Вони становили другий ешелон сил вторгнення на Філіппіни (всього до цієї операції залучили 76 транспортів). Вночі 22 грудня почалась висадка доправлених військ у затоці Лінгайєн.
Станом на середину лютого 1942-го «Міядоно-Мару» опинилось в Голо (архіпелаг Сулу), де збирались сили для висадки на сході острова Ява. 19 лютого «Міядоно-Мару» та ще 38 транспортів полишили Голо, маючи на борту 48-му піхотну дивізію. Під час переходу до конвою приєднались ще 6 транспортів, але два судна відділились. 27 лютого з'єднання бойових кораблів виграло битву в Яванському морі й у перші години 1 березня транспортні судна розпочали висадку військ на сході острова Ява біля Крагану.

## Рейси до Рабаулу
9 грудня 1942го судно вийшло з японського порту Саєкі у складі конвою «H» — одного з багатьох, проведення яких здійснювалось в межах операції «Військові перевезення №8» (No. 8 Military Movement, 8-Go Enshu Yuso). Метою цих транспортних перевезень було постачання головної передової бази в Рабаулі (острів Нова Британія в архіпелазі Бісмарка), з якої провадились операції на Соломонових островах та сході Нової Гвінеї.
З 11 по 13 березня 1943 Міядоно-Мару перебувало на якірній стоянці Шортленд — прикритій островами Шортленд акваторії біля південного узбережжя острова Бугенвіль. Тут відстоювались кораблі та перевалювались вантажі перед переходом до розташованих далі на схід частин Соломонових островів. 15 березня судно прибуло до Рабаула.
У середині червня Міядоно-Мару опинилось на Палау — важливому транспортному хабі в західній частині Каролінських островів. 14 червня воно вийшло звідси в новий рейс до Рабаулу разом з конвоєм P-514, мавши на борту 1457 військовослужбовців автомобільного підрозділу та будівельних працівників. 19 червня о 15:14 за п'ять сотень кілометрів на північний захід від острова Новий Ганновер судно торпедував підводний човен Growler. Попри велику кількість людей на борту, загинуло лише 3 пасажири та 5 членів екіпажу. Біля опівночі, вже після того як завершилось переміщення людей, есмінець за підводними човнами CH-22 добив Міядоно-Мару артилерійським вогнем.